# Szyszkowitz + Kowalski
Szyszkowitz + Kowalski sind ein deutsch-österreichisches Architektenbüro, bestehend aus Karla Kowalski und Michael Szyszkowitz.

## Geschichte
Das Grazer Büro wurde 1978 gegründet. Szyszkowitz + Kowalski gelten als wesentliche Mitbegründer der Architekturszene Grazer Schule. Szyszkowitz + Kowalski verwenden in ihrem persönlichen Werk eine betont dreidimensionale und expressive Architektursprache mit ausgeprägtem Landschafts- und Kontext-Bezug. Seit 2005  Szyszkowitz-Kowalski + Partner ZT GmbH (Partner: Michael Lyssy, Ignacio Chavero García). 2009 wurde der Großteil des bisherigen Gesamtwerkes als Vorlass der Akademie der Künste in Berlin übergeben.

## Realisierungen

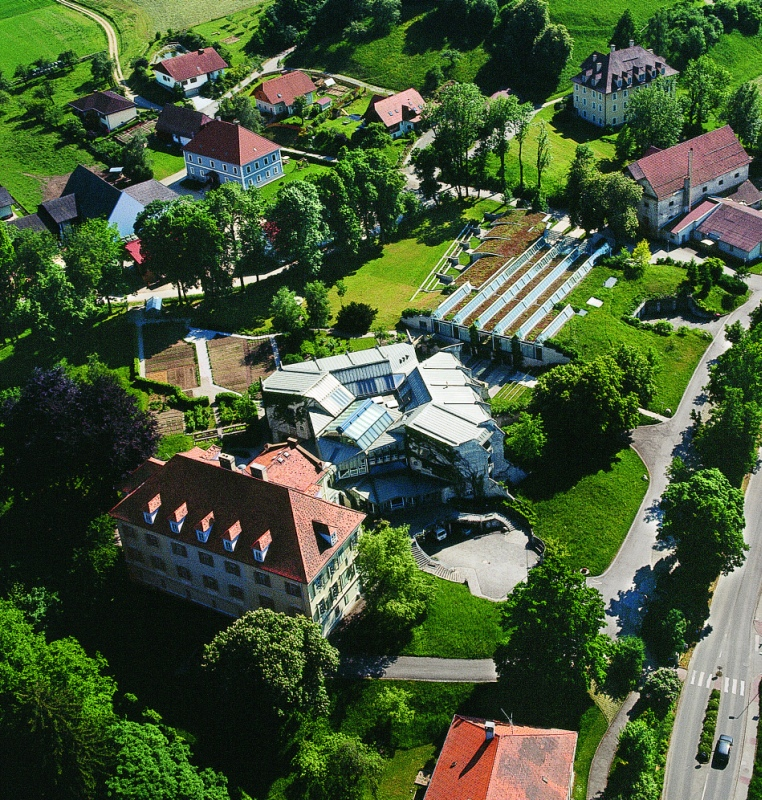
Schloss Großlobming, 1981

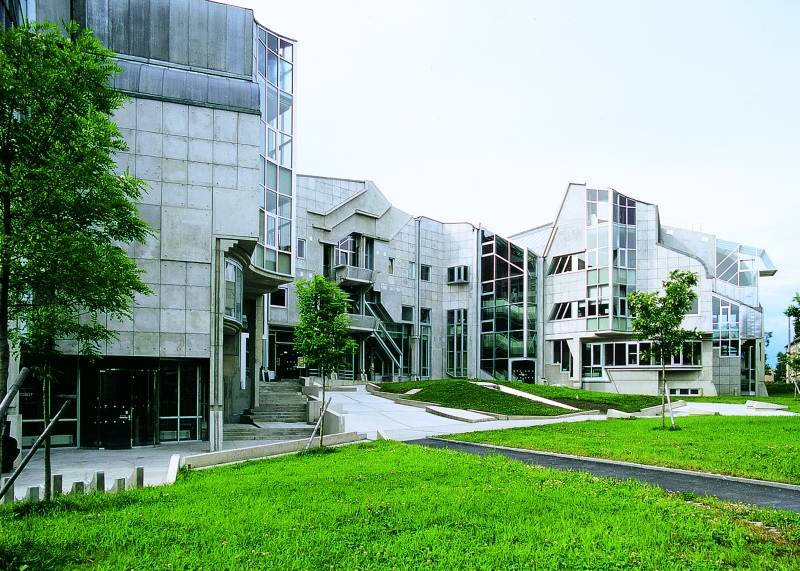
Institute für Biochemie und Biotechnologie der TU-Graz, 1991

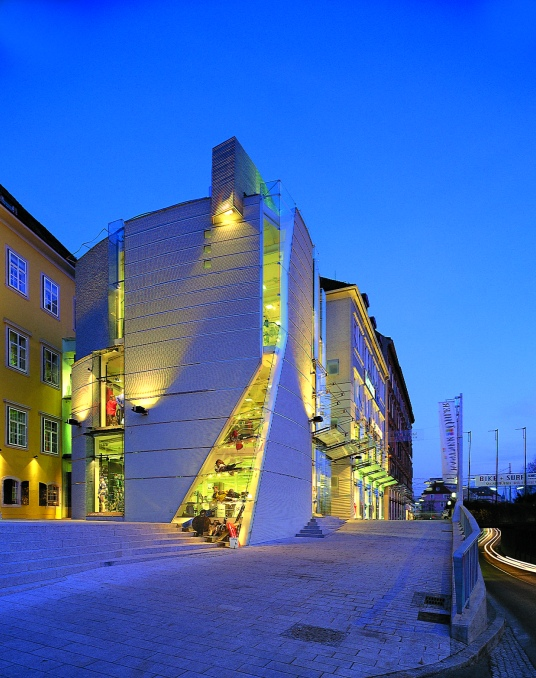
Kastner+Öhler Sporthaus, 1995

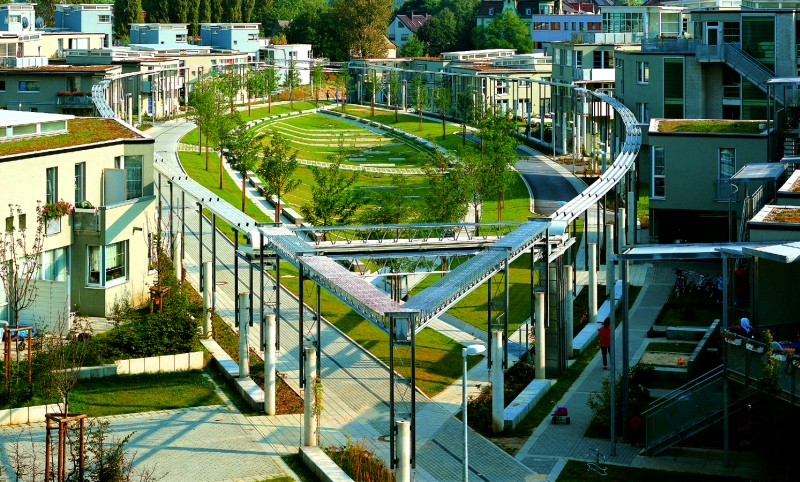
Wohnbebauung Küppersbuschgelände IBA Emscher Park, Gelsenkirchen, 1998

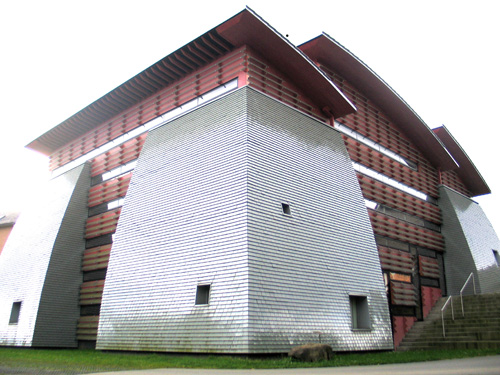
Greith-Haus, St. Ulrich im Greith, 2000

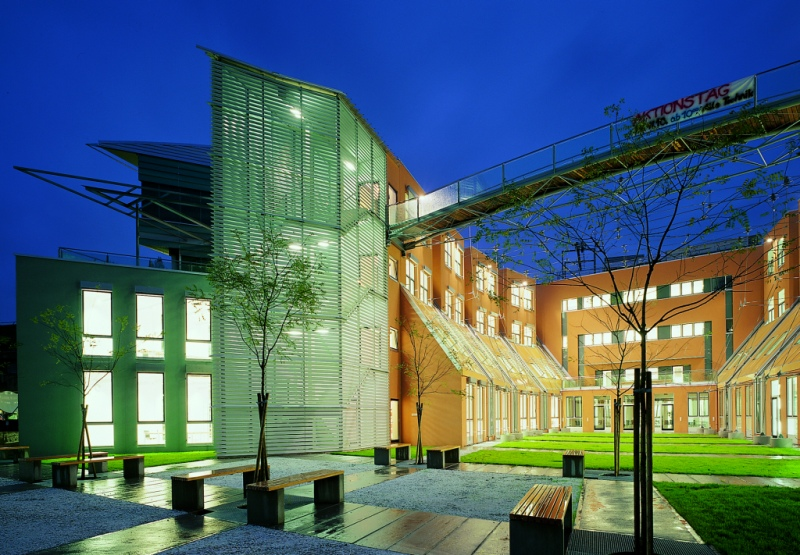
Studienzentrum der TU Graz, 2000

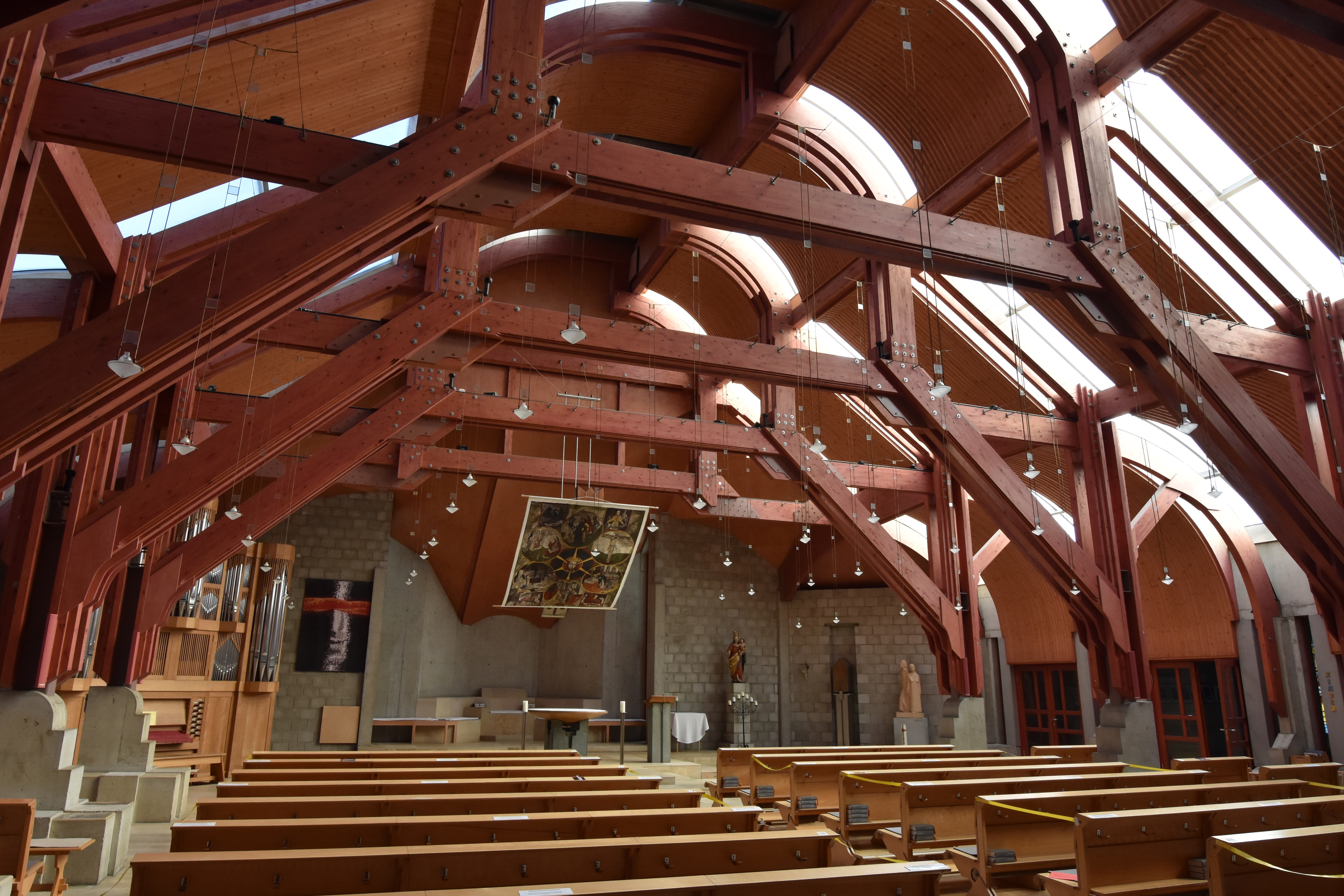
Bruder-Klaus-Kirche, Graz

- Schloss Großlobming, Landwirtschaftliche Fachschule mit Internat, Großlobming (1. Preis, Wettbewerb 1978), 1979–1981, sowie Volksschule Großlobming 1994–1996
- Neues Wohnen - Alte Poststraße, Mitbestimmungsmodell, Graz, 1982–1984
- Adaptierung Schloss Pichl und Erweiterungsbau der Waldbauernschule Pichl in Mitterdorf, 1982–1984/1985[2]
- Pfarrzentrum Graz-Ragnitz, Kirche mit Haus der Begegnung, (1. Preis, Wettbewerb 1983), 1984–1987
- Biochemie-Biotechnologie Graz, Institutsgebäude für die Technische Universität Graz, (1. Preis, Wettbewerb 1983), 1985–1991
- Kastner & Öhler, Großkaufhaus im Stadtzentrum Graz, Bauten zur fortlaufenden Weiterentwicklung in 6 Baustufen, 1991–2010
- Stadtvillen Mariagrün, Graz, 1995–1997
- UCI Kino Annenhof, Graz, 1996–1997
- Experimentelles Wohnen IGA Stuttgart, 1991–1993
- Wohnanlage Küppersbuschgelände für die Internationale Bauausstellung Emscher Park, Gelsenkirchen, (1. Preis, Wettbewerb 1990), 1994–1998
- Wohnbau Schiessstätte, Graz, 1997–1999
- Kulturhaus St. Ulrich (Greith-Haus), St. Ulrich/Greith, 1998–2000
- Studienzentrum Inffeld der Technischen Universität Graz, (1. Preis, Wettbewerb 1990), 1998–2000
- Remise Kreuzgasse, Wohnbau mit Gemeindezentrum, Wien, (1. Preis, Wettbewerb 1994), 1999–2001
- BHAK/BHAS Pernerstorfergasse, Berufsbildende Höhere Schule, Wien, (1. Preis, Wettbewerb 1999), 2001–2002
- Gesundheitszentrum am Stadtpark, D-Nürnberg, (1. Preis, Wettbewerb 1992), 2002–2004
- BG/BRG Wiedner Gürtel, Allgemeinbildende Höhere Schule, Wien, (1. Preis, Wettbewerb 2000), 2002–2004
- Museumscenter Leoben, Ausstellungsgestaltung, Leoben, (Nachrücker, Wettbewerb 1999), 2004
- Zentrale der Steiermärkischen Sparkasse und Sparkassenplatz, Graz, (1. Preis, Wettbewerb 2005), 2005–2006
- Humanic Flagship Store, Graz, 2007
- Sparkassenhöfe, Graz, 2011
- Lehr- und Forschungszentrum für Gartenbau Schönbrunn, Wien, 2012
- Erweiterung Tourismusschulen Bad Gleichenberg, Bad Gleichenberg, 2010–2012
- zahlreiche Einfamilienhäuser

## Auszeichnungen
- 1979 Erster Österreichischer Holzbaupreis
- 1982 Architekturpreis des Landes Steiermark für das Projekt Fachschule Schloss Großlobming
- 1987 Sonderpreis des großen österreichischen Wohnbaupreises
- 1990 Würdigungspreis für Bildende Kunst des Bundesministerium für Unterricht und Kunst
- 1999 Deutscher Architekturpreis für die Wohnbebauung Küppersbuschgelände, Gelsenkirchen
- 1981, 1982, 1985, 1992, 1997 und 2004 Auszeichnung mit der Gerambmedaille des Landes Steiermark
- 1982, 1988 und 2001 Preis der Zentralvereinigung der Architekten Österreichs
- 2004 Ingenieurpreis der österreichischen Beton- und Zementindustrie
- 2005 Nominierung zum Österreichischen Staatspreis consulting 2005
- 2006 European Union Prize for Cultural Heritage/Europa Nostra Award
- 2007 ökosan Auszeichnung für vorbildliche energietechnische Sanierung
- 2010 Fischer von Erlach Preis
- Großes Goldenes Ehrenzeichen des Landes Steiermark

## Ausstellungen
- 2011 München, AIT-Architektursalon
- 2011 Köln, AIT-Architektursalon
- 2011 Hamburg, AIT-Architektursalon
- 2010 Berlin, Akademie der Künste